# 포켓몬스터 썬·문
《포켓몬스터 썬 · 문》은 게임 프리크가 제작하고, 포켓몬 컴퍼니 및 닌텐도 배급의 롤플레잉 게임이다. 닌텐도 3DS 전용이다.
포켓몬 연작의 제7세대를 시작하는 작품. 포켓몬 프렌차이즈의 제20주년을 기념하여 2016년 11월 18일 전세계 출시되었다. 아울러 속편 《울트라 썬·울트라 문》이 2017년 11월 17일 동기종으로 출시되었다.
《오메가루비·알파사파이어》의 차기작으로서 제작된 본작은 전작에 비교했을 때 포켓몬과의 상호작용이 늘었다는 점이 특징. 전작처럼 본작의 주인공 역시 지우 포켓몬 트레이너로 이번에는 현실의 하와이에 기한 알로라지방을 여행하게 된다. 본작의 플레이어의 목표는 스컬단 및 에테르재단의 계략을 무너뜨리는 데 있으며, 그런 과정 속에서 가지가지의 포켓몬 트레이너를 만나 대전하게 된다. 본작에서는 또한 81종의 새 포켓몬이 추가되었다. 아울러 전에 있던 포켓몬들의 알로라 폼이나, Z기술이라는 강력한 기술이나, 울트라비스트라는 강력한 포켓몬들도 역시 추가되었다. 이 밖에 전투 및 훈련 메커니즘이 개변되었고, 3D 그래픽이 발전되었다. 본작의 《썬》과 《문》은 각각이 커다란 다름이 있는 게임이지만, 그 줄거리 자체는 똑같으며, 전작처럼 포켓몬 도감을 완전히 채우기 위해서는 두 게임간의 교환이 필수적이다.
본작의 평가는 대체적으로 좋다. 한편에서는 전작을 탈피한 새로운 게임시스템이며 플레이를 상찬했으나, 다른 한편에서는 본편의 이야기가 끝난 후 할 게 없다는 비판이 있었다. 지금껏 《썬·문》의 총판매량은 1,600만장을 기록하고 있으며, 이것은 닌텐도 3DS 게임의 판매순위상 《마리오 카트 7》 및 《X·Y》의 기록에 버금가는 3위 기록이다.

## 개요
《포켓몬스터썬》과 《포켓몬스터문》은 포켓몬스터 시리즈 완전 신작의 7번째 작품이다. 《포켓몬스터 적 · 녹》발매 20 주 년이 되는 2016년 2월 27일에 《Pokémon Direct 2016.2.27》에서 발표되었다. 또한 이에 앞서 닌텐도는 유럽에서 본작의 명칭 및 로고의 상표를 2월 25 일자로 확보하였다.
전작 《포켓몬스터 X·Y》와 《포켓몬스터 오메가루비·알파사파이어》는 7개 국어에 대응하고 있었지만, 이번 작품에서는 중국어 번체, 중국어 간체를 포함한 9개 언어에 대응하였다. 또한《X·Y》,《오메가루비·알파사파이어》와 닌텐도 3DS 용 버추얼 콘솔판 《적·녹·청·피카츄》의 포켓몬을 포켓몬 뱅크를 통해 전송하는 것이 가능하다. 하지만 미싱노 등이 전송되면 버그가 발생하는 등 문제가 발생한다.

## 포켓몬

### 스타팅 포켓몬
- 풀 타입: 나몰빼미
- 불꽃 타입: 냐오불
- 물 타입: 누리공

### 환상의 포켓몬
- 강철, 페어리 타입: 마기아나
- 격투, 고스트 타입: 마샤도
- 전기 타입: 제라오라

### 전설의 포켓몬
- 에스퍼 타입: 코스모그
- 에스퍼 타입: 코스모움
- 에스퍼, 강철 타입: 솔가레오
- 에스퍼, 고스트 타입: 루나아라
- 에스퍼 타입: 네크로즈마
- 노말 타입: 타입:널
- 노말 타입: 실버디  (실버디는 메모리에 따라 타입이 바뀜)

### 수호신 포켓몬
- 전기, 페어리 타입: 카푸꼬꼬꼭
- 에스퍼, 페어리 타입: 카푸나비나
- 풀, 페어리 타입: 카푸브루루
- 물, 페어리 타입: 카푸느지느

### 그 이외에 공개된 포켓몬
- 콕코구리, 크라파, 왕큰부리, 영구스, 형사구스, 턱지충이, 전지충이, 투구뿌논, 오기지게, 모단단게, 춤추새(이글이글스타일), 춤추새(파칙파칙스타일), 춤추새(훌라훌라스타일), 춤추새(하늘하늘스타일), 에블리, 에리본, 암멍이, 루가루암, 약어리, 시마사리, 더시마사리, 머드나기, 만마드, 물거미, 깨비물거미, 짜랑랑, 라란티스, 자마슈, 마셰이드, 야도뇽, 염뉴트, 포곰곰, 이븐곰, 달콤아, 달무리나, 달코퀸, 큐아링, 하랑우탄, 내던숭이, 꼬시레, 갑주무사, 모래꿍, 모래성이당, 해무기, 타입:널, 실버디, 메테노, 자말라, 폭거북스, 토게데마루, 따라큐, 치갈기, 할비롱, 타타륜, 짜랑꼬, 짜랑고우, 짜랑고우거, 코스모그, 코스모움

### 울트라비스트
- 텅비드, 매시붕, 페로코체, 전수목, 철화구야, 종이신도, 악식킹, 베베놈, 아고용, 차곡차곡

### 리전 폼 (알로라의 모습)
- 꼬렛(알로라의 모습), 레트라(알로라의 모습), 라이츄(알로라의 모습), 나옹(알로라의 모습), 페르시온(알로라의 모습), 질퍽이(알로라의 모습), 질뻐기(알로라의 모습), 디그다(알로라의 모습), 닥트리오(알로라의 모습), 텅구리(알로라의 모습), 꼬마돌(알로라의 모습), 데구리(알로라의 모습), 딱구리(알로라의 모습), 모래두지(알로라의 모습), 고지(알로라의 모습), 식스테일(알로라의 모습), 나인테일(알로라의 모습), 나시(알로라의 모습)

## 평가
| 평가 |               |
| --- | ------------- |
| 통합 점수 통합사 점수 메타크리틱 87/100 [ 3 ] [ 4 ] 평론 점수 평론사 점수 디스트럭토이드 9/10 [ 5 ] 패미츠 38/40 [ 6 ] 게임 인포머 8.5/10 ( Moon ) [ 7 ] 게임스팟 8/10 [ 8 ] 게임존 9.5/10 [ 9 ] IGN 9/10 [ 10 ] 닌텐도 라이프 10/10 [ 11 ] 닌텐도 월드 리포트 8/10 ( Moon ) [ 12 ] 폴리곤 8.5/10 [ 13 ] US게이머 4.5/5 [ 14 ] |               |
| 통합 점수 |               |
| 통합사 | 점수          |
| 메타크리틱 | 87/100        |
| 평론 점수 |               |
| 평론사 | 점수          |
| 디스트럭토이드 | 9/10          |
| 패미츠 | 38/40         |
| 게임 인포머 | 8.5/10 (Moon) |
| 게임스팟 | 8/10          |
| 게임존 | 9.5/10        |
| IGN | 9/10          |
| 닌텐도 라이프 | 10/10         |
| 닌텐도 월드 리포트 | 8/10 (Moon)   |
| 폴리곤 | 8.5/10        |
| US게이머 | 4.5/5         |

## 내용주
1. ↑  일본어: ポケットモンスター サン・ムーン 포켓토몬스타 산・문[*] 영어: Pokémon Sun and Moon 포케몬 썬 앤드 문[*]